# Anonychomyrma samlandica
Anonychomyrma samlandica é uma espécie de formiga do gênero Anonychomyrma.